# Доповідь про гірниче підприємство

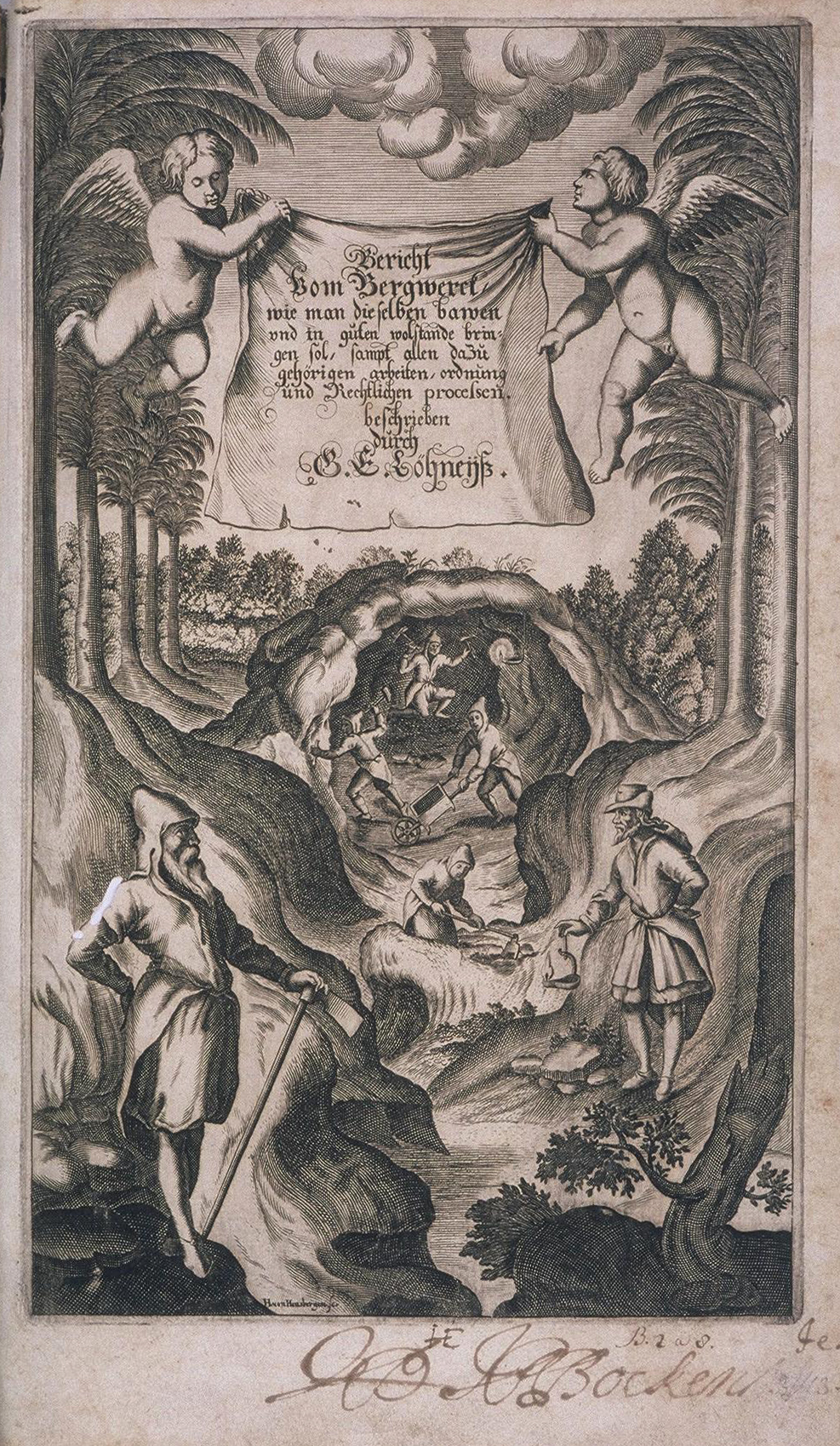
Bericht von Bergwercken, Ляйпціг, 1690

Доповідь про гірниче підприємство (нім. Bericht vom Bergwerk) — найфундаментальніша гірнича книга XVII ст. Її автор — німецький інженер Георг Енґельгард фон Ленайзен з Брауншвайга (1617 р.). Подібно до праці Ґ. Аґріколи увібрала майже всі гірничі знання свого часу.